# Brenta
För andra betydelser, se Brenta (olika betydelser).
Brenta är en flod i Trentino-Alto Adige i norra Italien som kommer från Caldonazzosjön öster om Trient, rinner genom Val Sugana och över venetianska slätten. Den mynnade ursprungligen i Venediglagunen men blev senare genom omfattande kanal- och dammarbeten ledd söder om denna ut i havet.
Längs med floden mellan Malcontenta och Stra ligger många Palladiovillor, bland annat Villa Foscari, Villa Widmann - Foscari och Villa Pisani.